# Commodore 116
La Commodore 116, también denominada como C116, C-116, C=116 y 116, es una computadora doméstica de Commodore, comercializada desde 1984 a 1986. Era parte de la serie 264, que también incluía la Commodore 16 y la Commodore Plus/4.

## Historia
Fue presentada en junio de 1984 en el CES y las ventas comenzaron a finales del mismo año coincidiendo con las vacaciones de Navidad. A diferencia de otros modelos, fue producido exclusivamente por Commodore de Alemania (Commodore Büromaschinen GmbH) y se comercializó solo en Alemania y Hungría. Originalmente, también se planeó una versión NTSC para el mercado de Estados Unidos, pero algunas limitaciones de hardware, el precio ligeramente más bajo que la Commodore 16 y un teclado de goma decretó el completo fracaso comercial, y la producción terminó en 1986.
Era una computadora económica de nivel de entrada, pensada originalmente para competir con los modelos de Sinclair en el mismo rango de precios. Técnicamente, era idéntica al C16, pero tenía una carcasa más pequeña con un teclado de goma. No tenía un puerto de usuario, lo que significaba que la producción era más barata en comparación con el Plus/4 debido a que ahorraba un CI. Según el desarrollador Bil Herd, el objetivo original era un precio de sólo 49 dólares.

## Datos técnicos

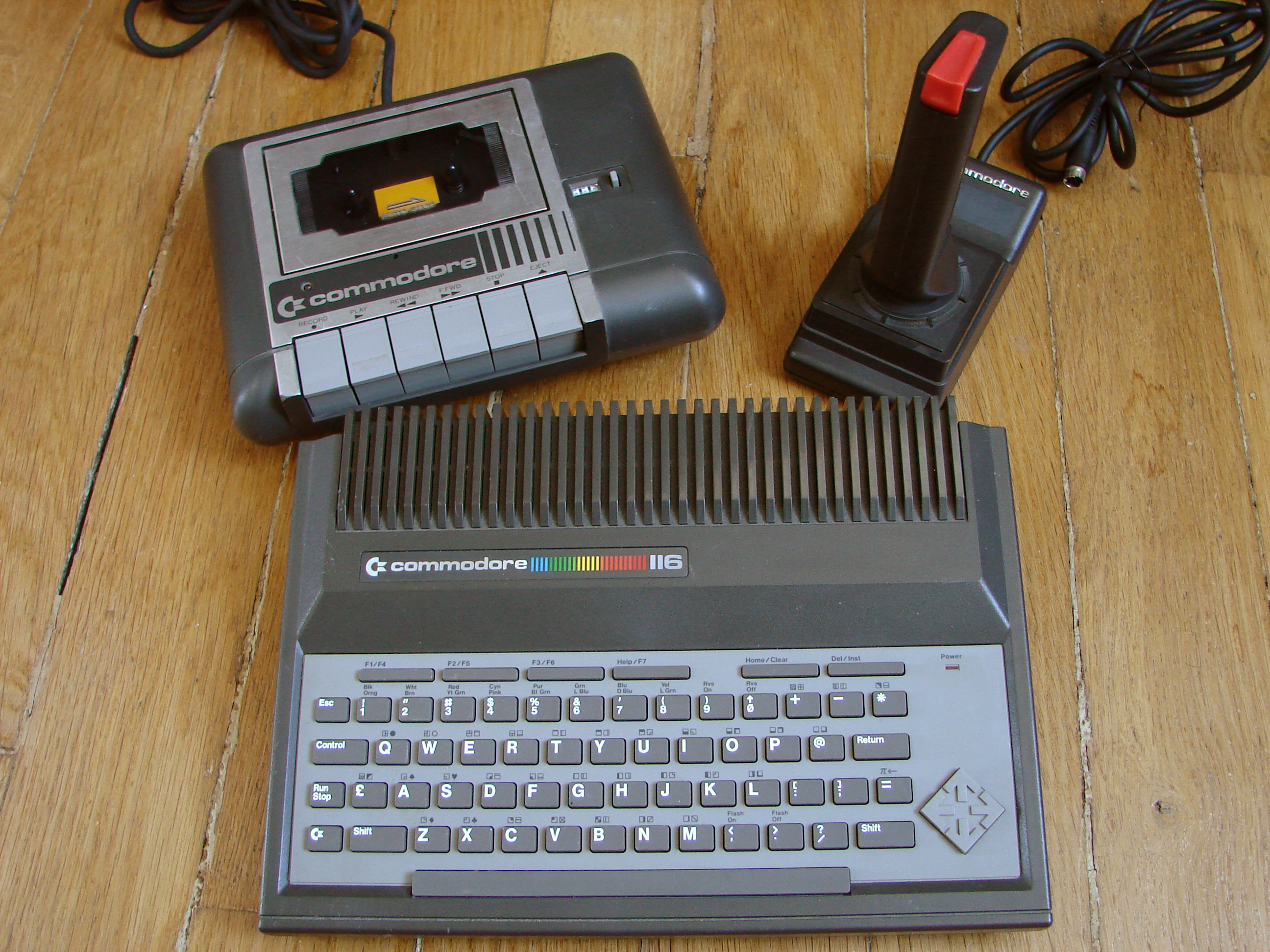
Commodore 116

Al igual que los otros modelos de la serie Commodore 264, se basa en el MOS Technology TED, que se encarga de la gestión de gráficos y sonido, y en el MOS 7501 (o su variante MOS 8501 que solo se diferenciaba en el proceso de producción) operando a la frecuencia de 1,69 MHz en la versión PAL (1,76 MHz en NTSC).
El procesador permitía la conmutación de bancos de memoria, una técnica que hizo posible aprovechar al máximo la memoria al poner a disposición casi 12 kB para programas de BASIC del total de 16 KB de memoria RAM. Sin embargo, al acceder a los gráficos de alta resolución, la memoria disponible se redujo a 8 KB, lo que limitaba significativamente su capacidad. El BASIC 3.5 estaba contenido en una ROM de 16 KB, y una del mismo tamaño estaba destinada al KERNAL, sin embargo, tenía algunas de las limitaciones de la Commodore 16, como el soporte de hardware para sprites.
La única versión de placa base utilizada es ASSY Nº 250413 en las revisiones A y B. Los primeros modelos de C-116 (rev. A) estaban equipados con una sola tecla «Shift» y carecían de la tecla «Shift-Lock». La serie B final, que utiliza un número de serie 3758, cuenta con un teclado de doble tecla mayúscula.